# Lindsey Wixson
Lindsey Wixson (11 de abril de 1994) es una modelo estadounidense. Es conocida por su apariencia única, definida por sus "labios de picadura de abeja" y dientes frontales separados. Es conocida por sus campañas con Chanel, John Galliano, Versace, Miu Miu, Jill Stuart y Alexander McQueen. Wixson es considerasa uno de los Iconos de la Industria por MODELS.com.

## Carrera

### Éxito, 2009–10
Wixson comenzó su carrera en 2009 firmando con Vision Models en Los Ángeles. En junio de 2009, fue rechazada por IMG Models y otras agencias ya que creían que su apariencia no quedaría bien en pasarela, excepto una: Marilyn Agency. A los 15 años, fue seleccionada por Steven Meisel después de encontrar un video suyo en Models.com y la contrató para Vogue Italia, su primer trabajo. Hizo su debut en la pasarela para Cynthia Steffe. Wixson entonces abrió para Prada y cerró para Miu Miu en Paris, como exclusiva, convirtiéndola en una de las mejores novatas. Hasta septiembre, el editor W Stefano Tonchi realizó una sesión de fotos de sus labios y dientes, sus características más llamativas, para W. Entonces se convirtió en el rostro de la campaña primavera 2010 de Miu Miu. Pero, Wixson ha definido que tiene límites en cuanto a lo que modela ya que durante una sesión de fotos para W titulada "Run of Show" pidió que le dieron un sostén ya que la camiseta que llevaba era casi transparente, W dijo que muchas modelos no habrían hecho eso. LIFE fotografió a Wixson cuando trabajaba en New York Fashion Week.  Acabó la temporada con las campañas de Miu Miu, Jill Stuart Beauty, Barney's, Versace Vanitas Fragrance, y Galliano. Desfiló en 44 eventos en total en Nueva York, Paris y Milan. Fue contratada por i-D en su editorial de otoño 2010.

### Estrellato, 2011–2014

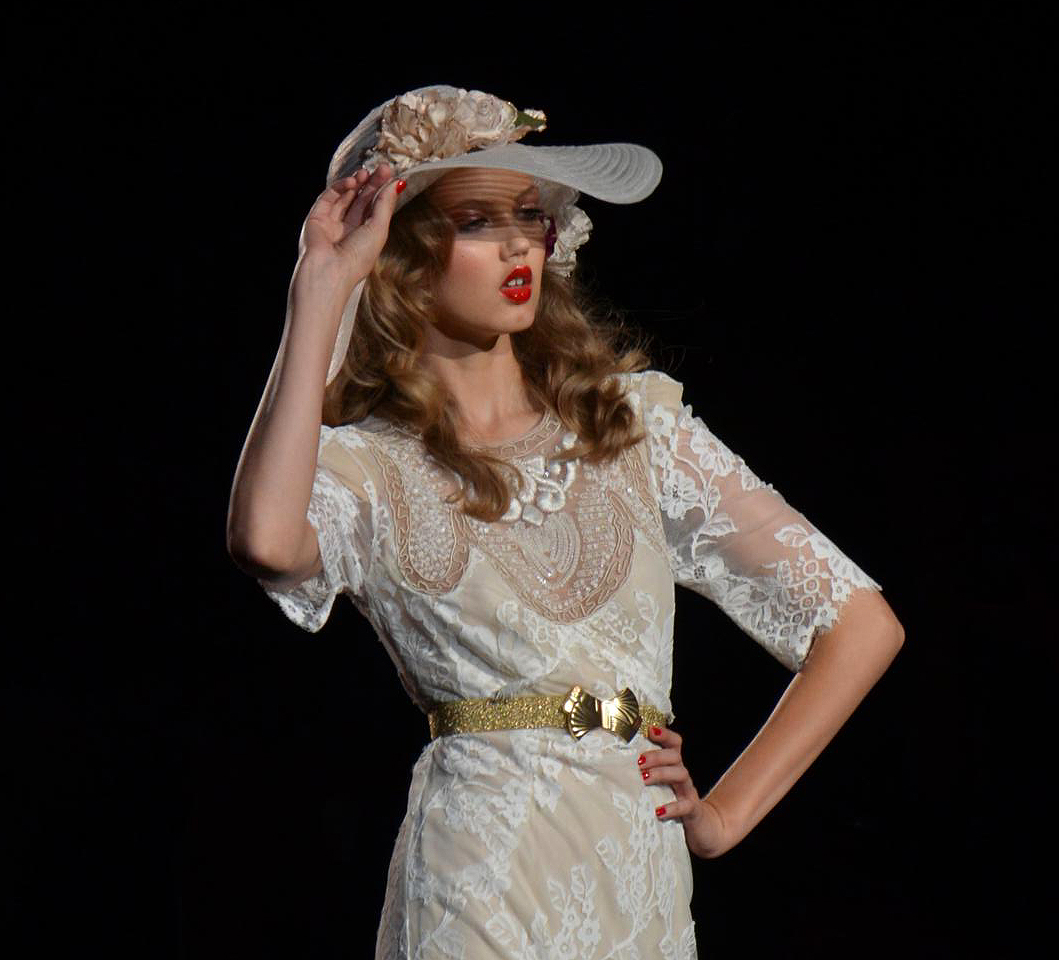
Lindsey Wixson en noviembre de 2011

Siendo proclamada como una de las mayores estrellas en alza, Wixson comenzó la temporada primavera/verano 2011 con campañas para Mulberry, Barney's, Alexander McQueen, Jill Stuart, Jill Stuart's Night Jewels Fragrance, Jill Stuart Beauty, y Versace Vanitas Fragrance. También modeló para la colección de primavera de Chanel. Hizo su primer trabajo editorial para Vogue, junto a Coco Rocha. Su agente, Cheri Bowen de Marilyn Agency, dijo que Wixson estaba más interesada en la calidad que en la cantidad.  Hizo su debut en la televisión en la CNN, como una "supermodelo adolescente" a los 17. Wixson ha desfilado para Rodarte, Zac Posen y Gaultier pero debido a una alergia al maquillaje tuvo que dejar el Paris Fashion Week.
En 2013, Wixson se unió a The Society Management en Nueva York y Elite Model Management en París. En enero de ese año apareció en un videoclip de la banda Animal Collective de la canción Applesauce from Centipede Hz. En 2014, modeló para Elie Saab y Atelier Versace, y por el evento de Chanel Haute Couture en Salzburgo. También apareció en la Vogue rusa, ucraniana, coreana y japonesa. En diciembre fue fotografiada para Elle Japón, por Karl Lagerfeld.

### Éxito continuo, 2015–2017
En 2015, Wixson apareció en campañas de Chanel, Versace, Urban Outfitters, H&M y Fendi. Apareció por segunda vez en las portadas de Vogue Rusia y Corea como también en Vogue Turquía. Esa temporada, desfiló para Chanel, Fendi, Roland Mouret, Michael Kors, Vera Wang, Balmain, Diane von Fürstenberg, Max Mara y Tom Ford.
En 2016, Wixson protagonizó las campañas de Jill Stuart y River Island. Desfiló en el evento Chanel Resort en Cuba, Chanel, Balmain y Gaultier en la Paris Fashion Week y Moschino y Max Mara en el Milan Fashion Week. También realizó la portada de la Harper's Bazaar Rusia. 
Wixson comenzó 2017 protagonizando la campaña de Dior, desfilando para Chanel Haute Couture y apareciendo en la  Harper's Bazaar México.

### Retiro, 2017-presente
En julio de 2017, Wixson anunció que se retiraría del modelaje debido a una "rotura de hueso [que] me impide seguir en este negocio de tacones altos." Wixson ha decidido centrarse en el diseño de interiores, la alfarería, la escultura y la inventiva."
2019 vuelve a las editoriales y algunas pasarelas y retoma con fuerza para campañas como Fendi, Marc Jacobs, zac posen, entre otros.